# 韧荚红豆
韧荚红豆（学名：Ormosia indurata），为豆科红豆属下的一个植物种。